# Fernando Castelló
Fernando Vicente Castelló Boronat (18 de junio de 1958, Castellón de la Plana) es un político español. Fue diputado por la provincia de Castellón y miembro del Grupo Parlamentario Popular en el Congreso, así como consejero de la Generalidad Valenciana y secretario de Estado.

## Biografía
Castelló Boronat es licenciado en Ciencias Políticas y Sociología, diplomado en Comercio Exterior y ejecutivo del sector financiero y seguros. En 1987 fue elegido concejal del Ayuntamiento de Castellón hasta 1991, cuando fue elegido diputado por las Cortes Valencianas, hasta 2003. Ocupó el cargo de consejero de Industria y Comercio en la Generalidad Valenciana entre 1999 y 2003 y de secretario de Estado de la Seguridad Social entre 2003 y 2004. Posteriormente ocupó escaño como diputado del Grupo Popular en el Congreso entre 2004 y 2008.

### Caso Erial
En 2020 fue imputado en el conocido como caso Erial, una presunta trama de corrupción y blanqueo de dinero en la que también están siendo investigados otros ex-altos cargos de la Generalidad Valenciana en la época de Eduardo Zaplana —incluido este último—. En julio de ese año, agentes de la UCO registraron el domicilio de Castelló e incautaron material relacionado con dicha trama de corrupción, en la que el exconsejero de Industria habría tenido un "papel activo" en 2002, según los investigadores. Además, en el sumario consta el cobro de una posible «comisión ilícita» de 150 000 euros de la empresa Elecnor a cambio de adjudicaciones eólicas.
Citado por el Juzgado de instrucción número 8 de Valencia en septiembre de 2021, Castelló —al igual que el resto de implicados— se acogió a su derecho de no declarar.

## Actividad profesional
- Portavoz de la Comisión de Industria, Turismo y Comercio
- Vocal de la Comisión Mixta para el Estudio del Problema de las Drogas
- Vocal de la Subcomisión análisis medidas sobre procesos deslocalización
- Consejero del Consejo de Seguridad Nuclear (mayo de 2011-abril de 2019)[4]
- Consejero de la sociedad mercantil familiar Inversiones y Servicios Gesfyan, investigada por la Guardia Civil[3]